# Sampués
Sampués est une municipalité colombienne située dans le département de Sucre. Elle est connue pour être un  des principaux centres de confection du sombrero vueltiao, chapeau qui est un symbole national de la Colombie.

## Personnalité liée à la municipalité
- José Serpa (1979-) : coureur cycliste né à Sampués[2].